# 本川紗奈生
本川 紗奈生（もとかわ さなえ、1992年4月2日 - ）は、北海道出身の女子バスケットボール選手である。ポジションはフォワード。 身長176cm、体重63kg。

## 来歴
釧路町立遠矢小学校でバスケを始め、釧路町立遠矢中学校を経て、札幌山の手高校へ進学。3年次にはインターハイ・国体・ウィンターカップの三冠に輝く。
2011年、シャンソンVマジックに加入。2011年U-19世界選手権日本代表に選ばれる。
2014年9月、若手主体の日本B代表に選出され2014年アジア競技大会に出場。銅メダル獲得。
2014-2015シーズンのベスト5に選ばれた。
2015年アジア選手権日本代表に選出された。
2020年5月 デンソーアイリスに移籍。
2025年5月19日、現役引退。

## プレースタイル
パワフルなドライブインや3ポイントシュートを持ち味としている。

## 代表歴
- 2011 U-19世界選手権
- 2014アジア大会 - 3位
- 2015アジア選手権 - 優勝
- 2016リオデジャネイロオリンピック - ベスト8
- 2019アジアカップ - 優勝
- 2020東京五輪予選大会